# Jaźwiny (Przedborów)
Jaźwiny – część wsi Przedborów w Polsce położona w województwie wielkopolskim, w powiecie ostrzeszowskim, w gminie Mikstat.